# Darko Brguljan
Darko Brguljan (Prčanj (?), 1990. november 5. –) világbajnoki ezüstérmes (2013) montenegrói vízilabdázó, a Canottieri Napoli játékosa.